# Zemljopis Gabona
Gabon je država u Srednjoj Africi, na obali Atlantskog oceana, južno od zaljeva Biafra.
Gabon ima ukupno 2.551 km međunarodnih granica. Graniči se Ekvatorijalnom Gvinejom (350 km) i Kamerunom (298 km) na sjeveru te Republikom Kongo (1.903 km) na istoku i jugu.

## Klima
Gabon ima vlažnu, toplu klimu tipičnu za tropska područja. Najtopliji mjesec je siječanj s prosječnom najvišom temperaturom od 31 °C u Librevilleu ,te prosječnom najnižom temperaturom od 23 °C. Prosječna temperatura srpnja je uglavnom u rasponu između 20 ºC i 28 °C. Vrijeme od lipnja do rujna je gotovo bez kiše, s visokom vlagom. Vrijeme s povremenom kišom je u prosincu i siječnju. Tijekom preostalih mjeseci, oborina je malo. Prekomjerne padaline uzrokuju kondenzaciju vlažnog zraka koji proizlazi iz susreta izravno s obale, hladne Benguelske struje s juga i tople Gvinejske struje sa sjevera. U Librevilleu, prosječna godišnja količina oborina je viša od 2540 mm. Dalje na sjever na obali je 3810 mm.

## Zemljište
Gabon ima obalno područje s mangrovim šumama, brdovitu unutrašnjosti, te savanu na istoku i jugu. 
- korištenje zemljišta (2005.) 
  - oranice 1,21%
  - trajni nasadi 0,64%
  - ostalo 98,15%
- navodnjavano zemljište: 40 km ² (2003.)